# 別保車站
別保車站（日语：／ Beppo eki */?）是位於北海道釧路郡釧路町別保4丁目的北海道旅客鐵道（JR北海道）根室本線（花咲線）的鐵路車站。電報略號為ヘホ。
曾作為太平洋煤礦別保礦的據點車站而繁榮。現在為釧路町的行政中心地帶。而釧路町的市中心則遠離釧路市及本車站。冬天期間亦會設置燈飾。
車站的名稱來自阿伊努語的「pet-po」（小河）。

## 歷史
- 1917年（大正6年）12月1日 - 以國有鐵道的上別保車站（かみべっぽえき）開始營業。為一般車站。
- 1952年（昭和27年）11月15日 - 由於修訂名稱，改稱為別保車站。
- 1962年（昭和37年）1月15日 - 廢除貨物處理。
- 1984年（昭和59年）2月1日 - 廢除行李處理。
- 1986年（昭和61年）11月1日 - 車站簡易委託化。
- 1987年（昭和62年）4月1日 - 國鐵分割民營化後，由JR北海道繼承。
- 1992年（平成4年）4月1日 - 廢除簡易委託，車站完全無人化。

## 車站構造
別保車站為1面1線、側式月台的地面車站。為無人車站。

## 車站周邊
位於釧路町的行政中心。車站前為廣闊的空地，西面則有公園。
- 國道44號
- 釧路町役場
- 釧路警察署別保派出所
- 別保郵政局
- 別保公園
- 釧路巴士、阿寒巴士「別保車站」車站

## 相鄰車站
北海道旅客鐵道（JR北海道）
根室本線（花咲線）
快速「花咲」
通過
快速「納沙布」（只限下行）、普通
武佐－別保－上尾幌

## 外部連結
- （日語）JR北海道 – 別保車站（页面存档备份，存于）
- （日語）全驛參觀之旅（页面存档备份，存于）